# Karsten Dilla
Karsten Dilla (* 17. Juli 1989 in Düsseldorf/Nordrhein-Westfalen) ist ein deutscher Leichtathlet, der sich auf den Stabhochsprung spezialisiert hat. Dilla ist Sportsoldat.

## Sportliche Karriere
Mit vier Jahren wollte Karsten Dilla Fußballer werden und stürmte fortan beim SC Grimlinghausen, verlor allerdings im Laufe der Jahre die Lust am Kicken, bis ihm mit zehn Jahren sein Grundschullehrer empfahl zur Leichtathletik zu wechseln, wo er beim TSV Bayer Dormagen schließlich zum Stabhochsprung fand.
Dilla gewann national Jugend- und Juniorenmeisterschaften und erreichte international die vorderen Plätze.
2011 war Dillas erfolgreichstes Jahr. Er wurde bei den deutschen Meisterschaften Dritter in der Halle und unter freiem Himmel, U23-Vizeeuropameister und qualifizierte sich für die Teilnahme bei den Weltmeisterschaften 2011 in Daegu, weil er sich um zehn Zentimeter auf 5,72 m gesteigert hatte. Diese Höhe stellte er mehrmals ein und ist bislang seine persönliche Bestleistung im Freien (Halle: 5,73 m).
2016 wurde Dilla in Kassel Deutscher Vizemeister mit 5,65 m, womit er auch die Norm für die Teilnahme an den Europameisterschaften in Amsterdam schaffte und auch nominiert wurde. Ende Juni meisterte er die Olympianorm beim Stabhochsprung-Meeting am Landauer Obertorplatz. In Rio scheiterte er mit 5,45 m bereits in der Qualifikation.
2018 holte Dilla bei den Deutschen Hallenmeisterschaften Silber.
Jahresbestleistungen
Freiluft
| 2009 | 5,50 m |
| 2010 | 5,55 m |
| 2011 | 5,72 m |
| 2012 | 5,72 m |
| 2013 | 5,72 m |
| 2014 | 5,71 m |
| 2015 | 5,60 m |
| 2016 | 5,70 m |
| 2017 | 5,61 m |
| 2018 |        |

Dilla gehört zum Perspektivkader des Deutschen Leichtathletik-Verbandes (DLV) und gehörte zuvor dem B-Kader an.

## Vereinszugehörigkeiten
Seit 1. Oktober 2012 startet Dilla für den TSV Bayer 04 Leverkusen. Er war seit dem 18. Oktober 1999 beim TSV Bayer Dormagen und zuvor im SC Grimlinghausen.
Persönliche Bestleistungen
- im Freien: 5,72 m (Jockgrim) 27. Juli 2011
- in der Halle: 5,73 m (Bad Oeynhausen) 3. März 2012

## Erfolge
national
- 2006: Deutscher U18-Meister
- 2008: Deutscher U20-Meister
- 2010: 5. Platz deutsche Hallenmeisterschaften
- 2010: Deutscher U23-Meister
- 2011: 3. Platz deutsche Hallenmeisterschaften
- 2011: 3. Platz deutsche Meisterschaften
- 2012: 3. Platz deutsche Meisterschaften
- 2013: 4. Platz deutsche Meisterschaften
- 2016: Deutscher Vizemeister

international
- 2007: 4. Platz U20-Europameisterschaften
- 2008: 3. Platz U20-Weltmeisterschaften
- 2011: U23-Vizeeuropameister
- 2014: 9. Platz Europameisterschaften